# Guderhandviertel
Guderhandviertel (dolnoniem. Goderhandveerdel) – gmina w Niemczech, w kraju związkowym Dolna Saksonia, w powiecie Stade, wchodzi w skład gminy zbiorowej Lühe.